# Erebia hayachineana
Erebia hayachineana är en fjärilsart som beskrevs av Okano 10954. Erebia hayachineana ingår i släktet Erebia och familjen praktfjärilar. Inga underarter finns listade i Catalogue of Life.